# Plaça Galceran de Pinós (Bagà)
La Plaça Galceran de Pinós (o Plaça major) de Bagà fou construïda al segle xiii juntament amb tot el nucli antic de la Vila de Bagà. Aquesta plaça ha tingut diferents noms: de la República, Major, Reial, o popularment de les Voltes i Porxada. És el centre de la vila, no tan geogràficament, sinó com a punt neuràlgic que aplega mercats, fires i manifestacions festives. La plaça té origen en el traçat i parcel·lació de la vila feta per Galceràn de Pinós l'any 1234 en concedir la carta de fundació. És una emblemàtica plaça que en altres èpoques havia estat un important centre comercial i mercantil, i on residia la petita noblesa que acompanyava els Barons de Pinós, com els Solanell, els Foix, etc., dels quals encara es conserven els edificis. La plaça, durant la guerra dels Segadors, fou incendiada i posteriorment remodelada, amb la qual cosa perdé part dels porxos originals.

## Descripció
Plaça porticada de planta rectangular que queda tancada per les cases medievals que la volten. Han estat més o menys transformades en diversa mesura però algunes d'elles conserven el seu aspecte noble original. És el nucli central de l'antiga població. Actualment és un espai molt actiu dins la vida del municipi; hi ha un mercat setmanal, algunes festes populars, botigues als baixos, etc.

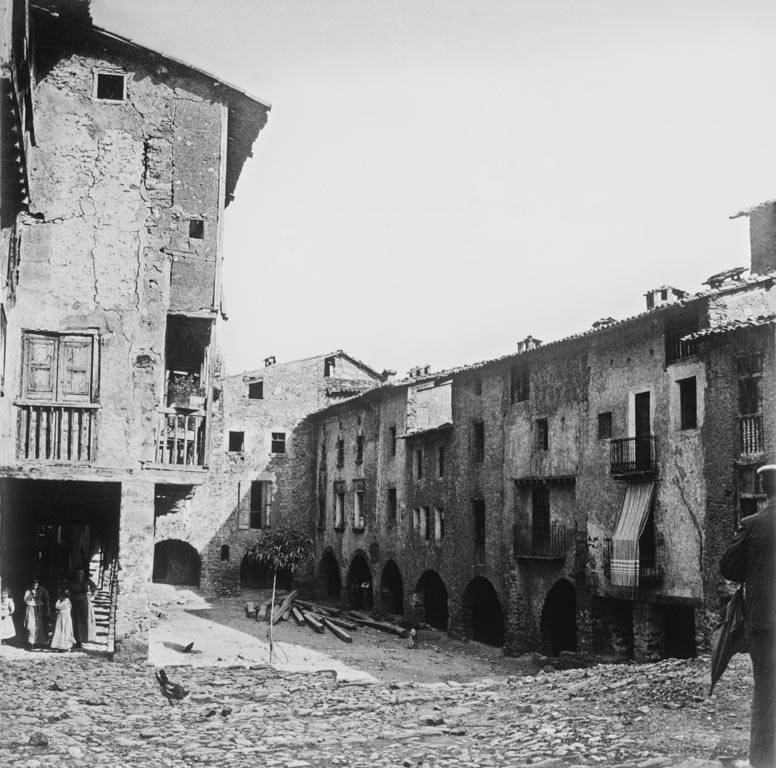
La plaça en una imatge feta entre 1890 i 1923

Al costat nord hi ha un passatge porticat d'estructura ortogonal que corre a un nivell més alt que la plaça, contràriament a l'oposat que és d'arcs perimetrals i que passa deprimit.
Presideix l'àmbit des del fons, en una plataforma elevada, una estàtua de Galceran de Pinós, instal·lada a finals del s. XX. Algunes de les construccions no es conserven gens bé, estan molt degradades, bàsicament la pedra i els entramats de fusta amb tapial.

## Història
La plaça té origen en el traçat i parcel·lació de la vila feta per Galceràn de Pinós l'any 1234 en concedir la carta de fundació. L'any 1290 es té notícia d'unes cessions de patis, un dels quals es trobava a la plaça. Els anys 1337, 1355 i 1360 tenim notícies on es mana que només es podia comprar i vendre a la plaça, per tant el mercat tan sols es podia fer en aquest espai. El 1386 només es podia jugar a la plaça.
Hem de suposar que l'estructura porxada ja procedeix de l'edat mitjana tot i que les cases han sofert moltes variacions al llarg del temps. Tan sols es conserven elements puntuals que tenen un interès històric, a més de l'estructura general de la plaça. El conjunt de cases que limita amb el carrer Calic es troben al costat o sobre l'antiga muralla.
L'any 1966 es va instal·lar el monument a Galceràn de Pinós de Josep M. Companyó, escultor de Bagà.